# Giovanni Battista Bassani
Giovanni Battista Bassani (Pàdua, pels anys 1650 - Ferrara, 1 d'octubre de 1716) fou un compositor i violinista italià de principis del barroc.
Fou el seu mestre el pare franciscà Castrovillari i, al mateix temps, es distingí com a professor de violí contant entre llurs deixebles el cèlebre Arcangelo Corelli. Desenvolupà els càrrecs de mestre de capella de Sant Petroni de Bolonya (1685) i de la catedral de Ferrara, sent membre de les Acadèmies d'aquestes dues ciutats i de la della Morte.
Entre llurs obres, que li’n donaren gran renom, figurant 31 peces de música profana i religiosa (sonates, motets, salms, etc.), i sis òperes. Aquestes són: 
- Falaride tirano d'Agrigento (Venècia, 1684)
- Ginebra, infant d'Escòcia (Ferrara, 1680)
- Amorosa preda di Paride (Bologna, 1684)
- Alaric, rei dels gots (Ferrara, 1685)
- La morte de Lusa (Ferrara, 1696)
- Il conte de Bacheville (Pistoia, 1696).